# Tyler Cuma
Tyler Cuma (* 19. Januar 1990 in Bowmanville, Ontario) ist ein austro-kanadischer Eishockeyspieler, der seit Juli 2023 beim EK Zell am See aus der Alps Hockey League unter Vertrag steht und dort auf der Position des Verteidigers spielt. Zuvor absolvierte Cuma unter anderem über 200 Spiele in der American Hockey League (AHL) und bestritt eine Partie für die Minnesota Wild in der National Hockey League (NHL).

## Karriere
Cuma wurde im Sommer 2006 in der OHL Priority Selection in der ersten Runde von den Ottawa 67’s ausgewählt. Der Verteidiger absolvierte vier Spielzeiten für Ottawa in der Ontario Hockey League (OHL). Die erste Saison verlief durchwachsen mit einer Plus/Minus-Statistik von −8 und 19 Scorerpunkten in 63 Spielen. In der zweiten Saison gelang Cuma der Durchbruch. Er erzielte 32 Scorerpunkte bei einer Plus/Minus-Statistik von +4. In der Folge wurde Cuma in der ersten Runde des NHL Entry Draft 2008 an 23. Position von den Minnesota Wild aus der National Hockey League (NHL) ausgewählt. Die Saison 2008/09 endete für Cuma bereits im Dezember 2008 nach lediglich 21 Spielen, da eine Knieverletzung für ihn das Saisonende bedeutete. Im Juli 2009 unterschrieb er einen Einstiegsvertrag bei den Minnesota Wild über drei Jahre. Es blieb dem Verteidiger dem Sprung in den NHL-Kader der Wild verwehrt und für die gesamte Saison wurde er abermals in die OHL zu den Ottawa 67’s geschickt.

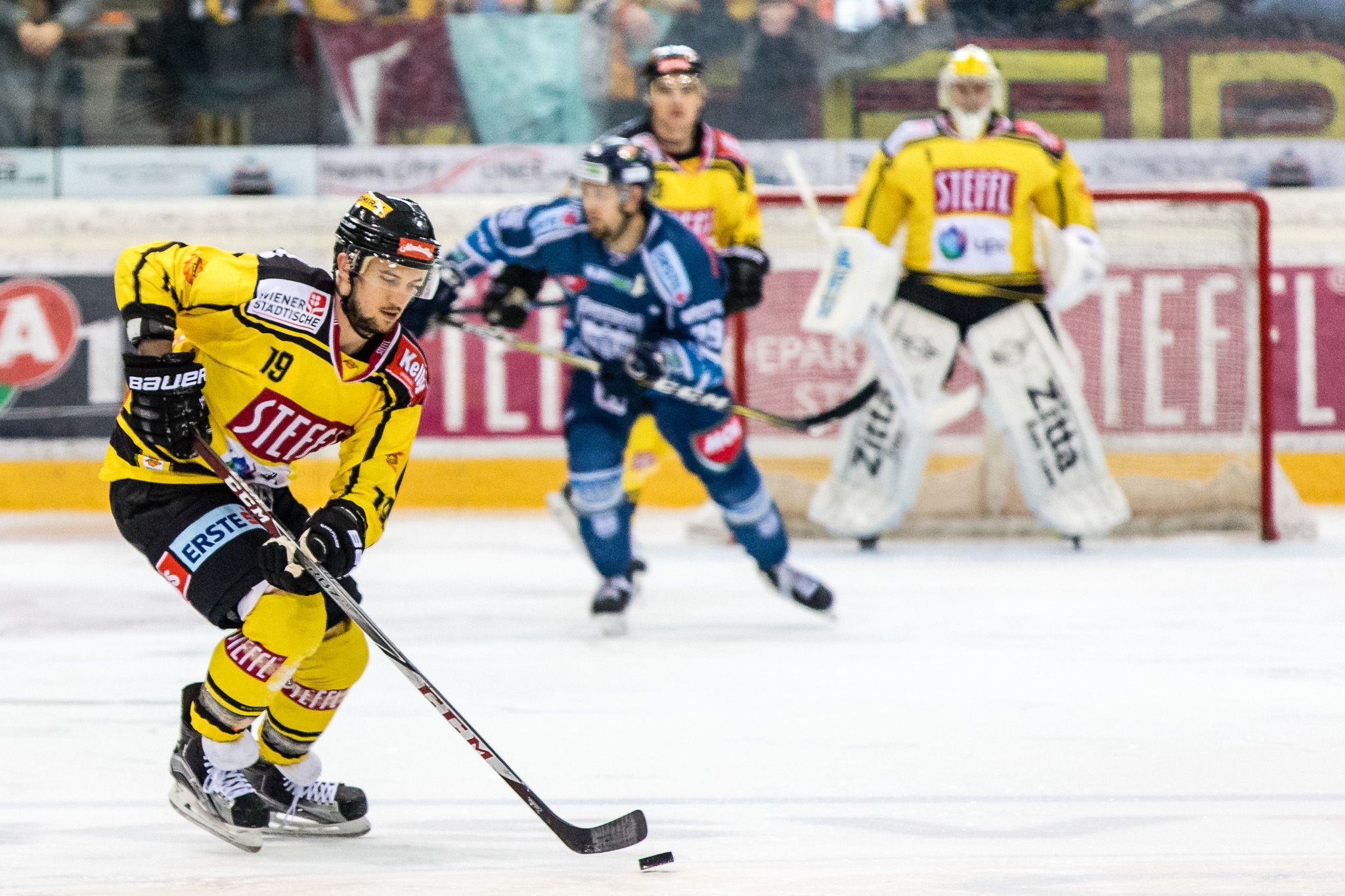
Cuma im Trikot der Vienna Capitals (2017)

Zur Saison 2010/11 wurde der Defensivspieler in den Kader der Houston Aeros, dem Farmteam der Minnesota Wild, in der American Hockey League (AHL) aufgenommen. Doch erneut konnte er nicht die gesamte Saison verletzungsfrei absolvieren, sodass im Februar 2011 die Spielzeit für ihn frühzeitig beendet war, nachdem sich Cuma einen Kreuzbandriss zugezogen und erneut Kniebeschwerden bekundet hatte. Im Verlauf der Spielzeit 2011/12 kehrte der Kanadier aber wieder aufs Eis zurück, wo er weiterhin für Houston in der AHL aktiv war, jedoch auch eine Partie für Minnesota in der NHL absolvierte. Die Spieljahre 2012/13 und 2013/14 war Cuma weiterhin ausschließlich für Minnesotas AHL-Kooperationspartner Houston Aeros und später die Iowa Wild aktiv.
Anfang November 2014 gaben die Graz 99ers aus der österreichischen Erste Bank Eishockey Liga (EBEL) die Verpflichtung des 24-Jährigen bis zum Saisonende bekannt, nachdem er zuvor ein Probetraining absolviert hatte. Da seine Mutter aus Wien stammt, besitzt er sowohl die kanadische als auch die österreichische Staatsbürgerschaft und fiel nicht unter das Kontingent an Nicht-EU-Spielern. Ein Jahr später wechselte er innerhalb der EBEL zu den Vienna Capitals. Mit dem Klub gewann der Abwehrspieler im Frühjahr 2017 die österreichische Meisterschaft. Durch eine Knieverletzung musste Cuma die gesamte Saison 2018/19 aussetzen. Im Mai 2019 gab der HC Innsbruck die Verpflichtung Cumas bekannt. Nach einem Jahr bei HCI setzte Cuma erneut – diesmal aus familiären Gründen – vom Spielbetrieb aus und fand im Juli 2021 mit dem Dornbirner EC einen neuen Arbeitgeber. Die darauffolgende Saison verbrachte der Austro-Kanadier erneut beim HC Innsbruck, ehe er zur Spielzeit 2023/24 zum EK Zell am See in die Alps Hockey League wechselte. 2025 gewann er mit den Eisbären die Alps Hockey League.

### International
Cuma nahm mit der kanadischen Nationalmannschaft an der U18-Junioren-Weltmeisterschaft 2008 teil. Im Turnierverlauf kam er in allen sieben Begegnungen der Kanadier zum Einsatz und gewann mit der Mannschaft die Goldmedaille. Dabei sammelte er fünf Scorerpunkte. Bereits im Vorjahr hatte der Stürmer mit der Mannschaft beim Ivan Hlinka Memorial Tournament 2007 gespielt und den vierten Platz belegt.

## Erfolge und Auszeichnungen
- 2008 Teilnahme am OHL All-Star Game
- 2008 Teilnahme am CHL Top Prospects Game
- 2008 OHL All-Academic Team
- 2017 Österreichischer Meister mit den Vienna Capitals
- 2025 Alps-Hockey-League-Sieger mit dem EK Zell am See

### International
- 2008 Goldmedaille bei der U18-Junioren-Weltmeisterschaft

## Karrierestatistik
Stand: Ende der Saison 2023/24

### International
Vertrat Kanada bei:
- Ivan Hlinka Memorial Tournament 2007
- U18-Junioren-Weltmeisterschaft 2008

(Legende zur Spielerstatistik: Sp oder GP = absolvierte Spiele; T oder G = erzielte Tore; V oder A = erzielte Assists; Pkt oder Pts = erzielte Scorerpunkte; SM oder PIM = erhaltene Strafminuten; +/− = Plus/Minus-Bilanz; PP = erzielte Überzahltore; SH = erzielte Unterzahltore; GW = erzielte Siegtore; 1 Play-downs/Relegation; Kursiv: Statistik nicht vollständig)